# Chris Demetral

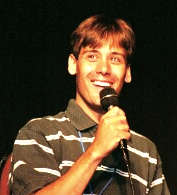
Chris Demetral

Christopher Peter Demetral (* 14. November 1976 in Royal Oak, Michigan) ist ein US-amerikanischer Filmschauspieler. Er wurde 1993 für seine Rolle in der amerikanischen Fernsehserie Dream On mit dem Young Artist Award ausgezeichnet.

## Leben
Demetral war ein Kinderdarsteller, der bereits 1986, im Alter von 10 Jahren, vor der Kamera stand. Um sich aus Hollywood zurückzuziehen, besuchte er 1994/95 das Macomb Community College im Clinton Township, Michigan. Bald jedoch kehrte er nach Kalifornien zurück, um erneut in Fernsehserien und einigen Spielfilmen mitzuwirken. Seit dem 18. Dezember 1999 ist er mit Jana Babb verheiratet.

## Filmografie

### Serien
- Wunderbare Jahre
- Raumschiff Enterprise: Das nächste Jahrhundert
- Blossom
- Dream On
- Eine starke Familie
- Parker Lewis - Der Coole von der Schule
- Superman – Die Abenteuer von Lois & Clark
- Beverly Hills, 90210
- Dawson’s Creek
- CSI: Den Tätern auf der Spur
- The secret adventures of Jules Verne

### Spielfilme
- 1990: Die U-Boot Academy (Going Under)
- 1991: Manchmal kommen sie wieder (Sometimes They Come Back)
- 1994: Mac Millionär – Zu clever für ’nen Blanko-Scheck (Blank Check)
- 1996: Dallas – J. R. kehrt zurück